# Innes-Nationalpark
Der Innes Nationalpark (engl. Innes National Park) liegt im Bundesstaat South Australia von Australien, etwa 300 Kilometer von Adelaide entfernt. Er hat eine Fläche von 9415 Hektar und wurde im Januar 1970 unter Schutz gestellt.

## Allgemeines
Der Innes Nationalpark liegt an der Spitze der Halbinsel Yorke. Hier findet man eine spektakuläre Küstenlandschaft vor, die viele natürliche Lebensräume aufweist und dennoch eine ganze Reihe von Möglichkeiten zur Freizeitgestaltung bietet. Ursprünglich erfolgte die Unterschutzstellung, um der seltenen und gefährdeten Singvogelart Psophodes nigrogularis den Lebensraum zu erhalten.
Im Park trifft man die Landschaftstypen Küstenheide, Mallee, offenes Grasland, Strände, Sandbänke, Kasuarinenwälder und felsige Kliffs an.

## Geschichte
Ursprünglich war diese Gegend vom Aborigine-Stamm der Narrunga besiedelt. Die ersten europäischen Siedler nahmen um 1847 Land in der Umgebung von Cape Spencer für die Beweidung durch Schafe in Besitz.
Der Nationalpark ist nach William Robert Innes benannt, der im Gebiet zu Beginn des 20. Jahrhunderts wirtschaftlich verwertbare Vorkommen von Gips vorfand, die dann auch bis um 1930 ausgebeutet wurden.

## Pflanzen- und Tierwelt
Im Nationalpark wurden bisher etwa 140 Vogelarten nachgewiesen, darunter Emu, Fischadler, Wanderfalke, Zwergpinguin und Keilschwanzadler. Bemerkenswert sind auch die Vorkommen des Thermometerhuhns und des nur in Australien vorkommenden gefährdeten Kappenregenpfeifers. Das einst weit verbreitete Derbywallaby hatte in der ersten Hälfte des letzten Jahrhunderts einen starken Bestandseinbruch erlitten, ist aber im Innes-Nationalpark mit einer stabilen Population vertreten.
Reptilien sind unter anderem mit den Arten Braunschlange, Tannenzapfenechse und Östliche Bartagame vertreten.

Vogelarten im Bago-Bluff-Nationalpark
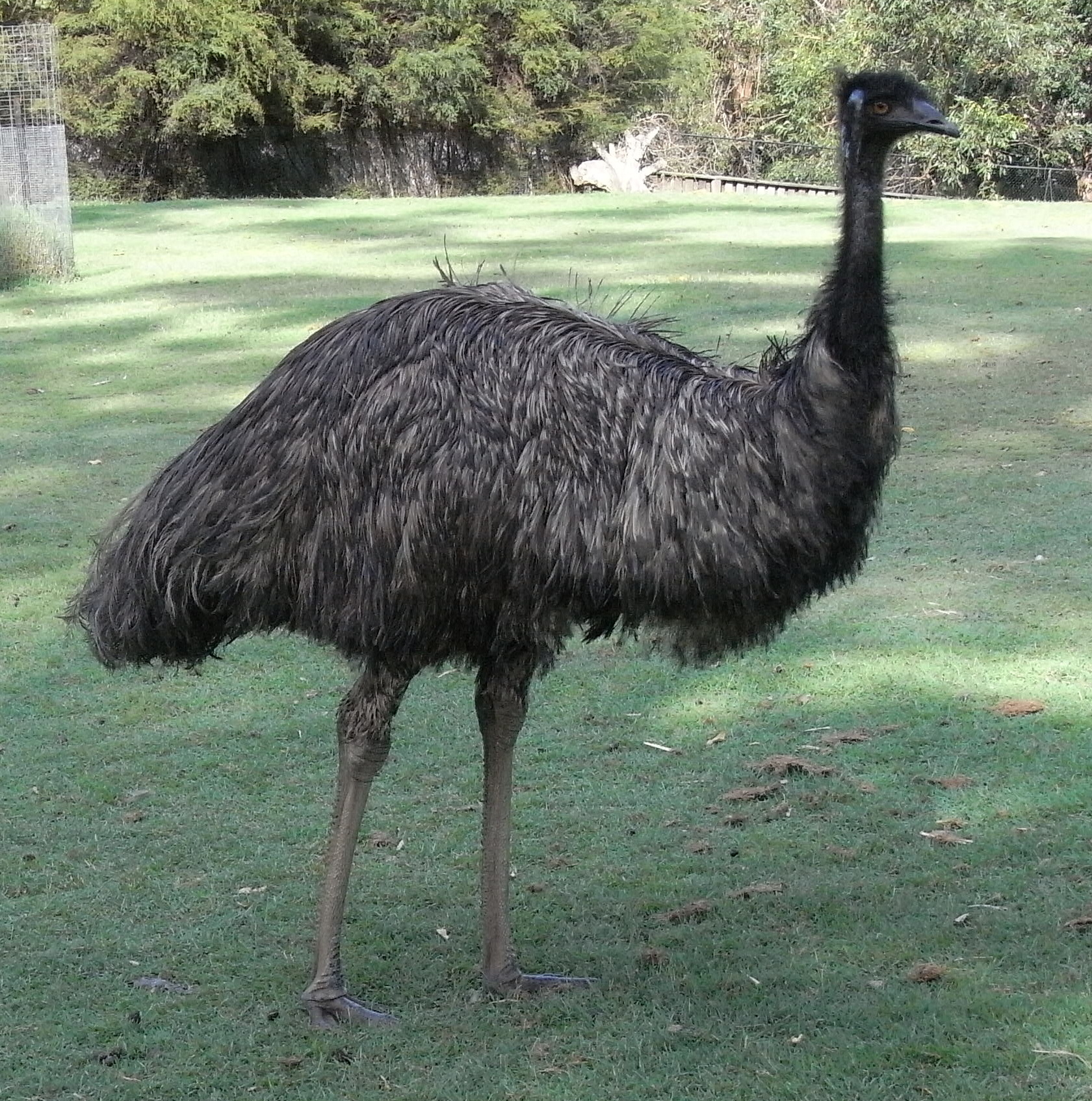
Emu
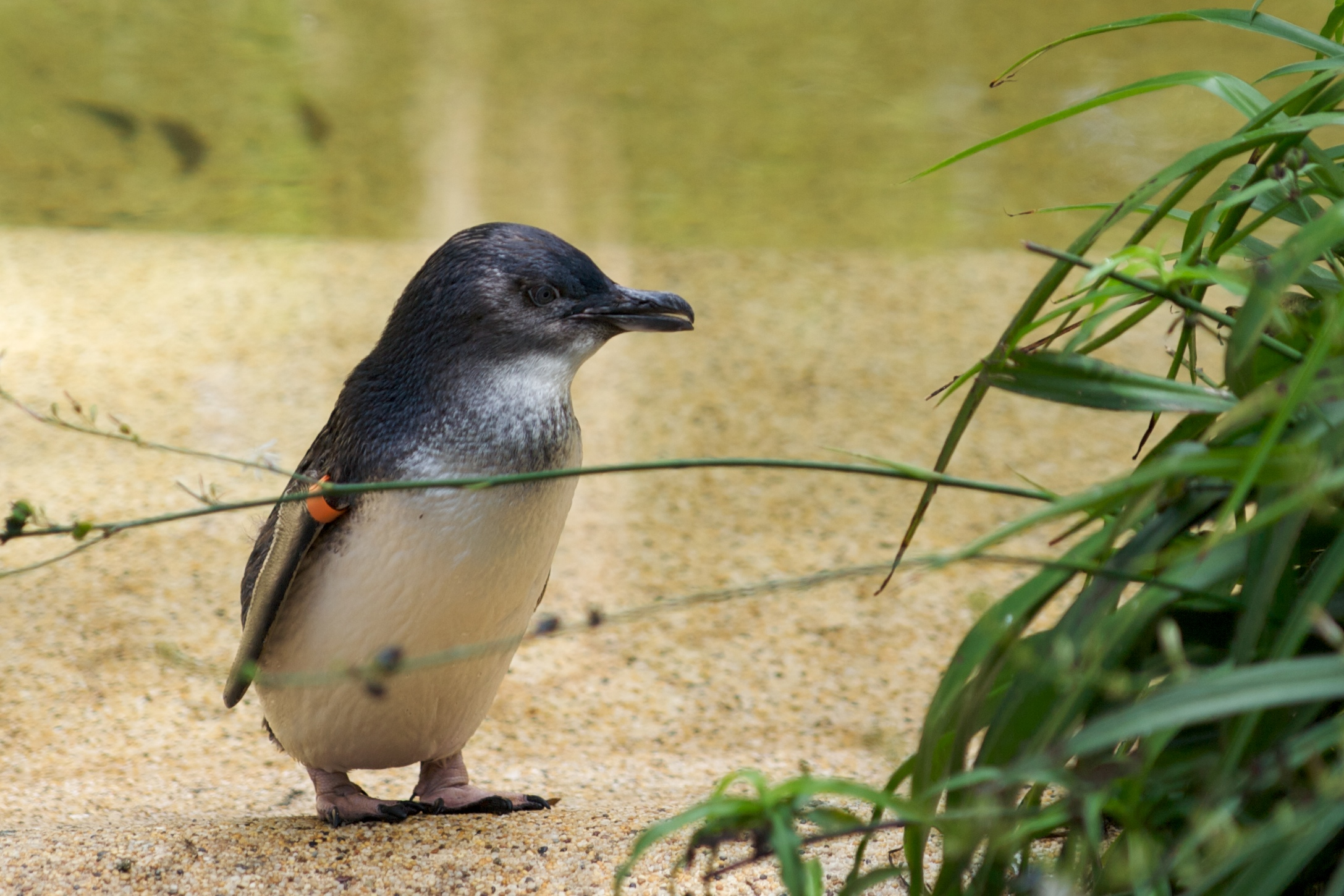
Zwergpinguin
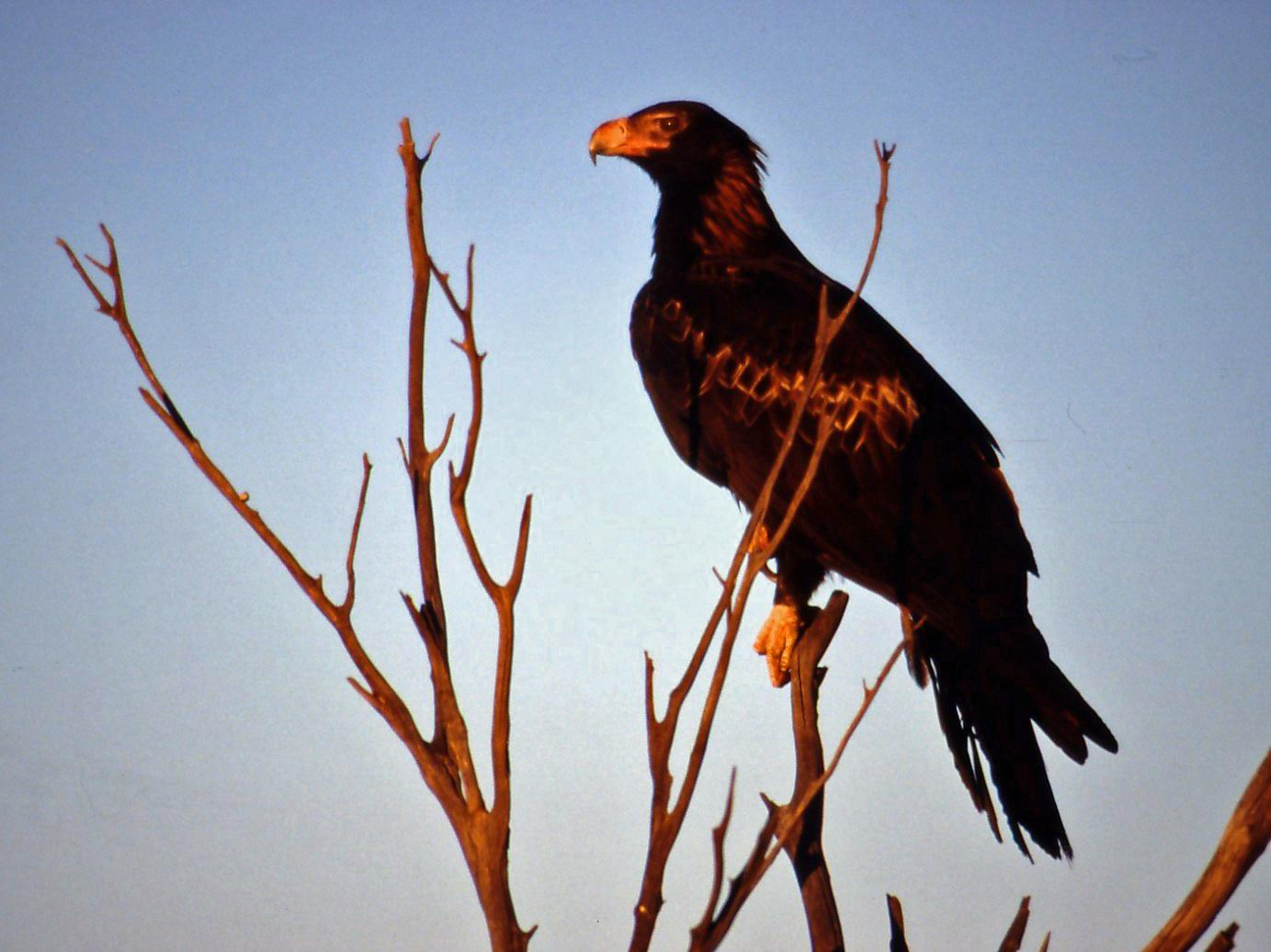
Keilschwanzadler
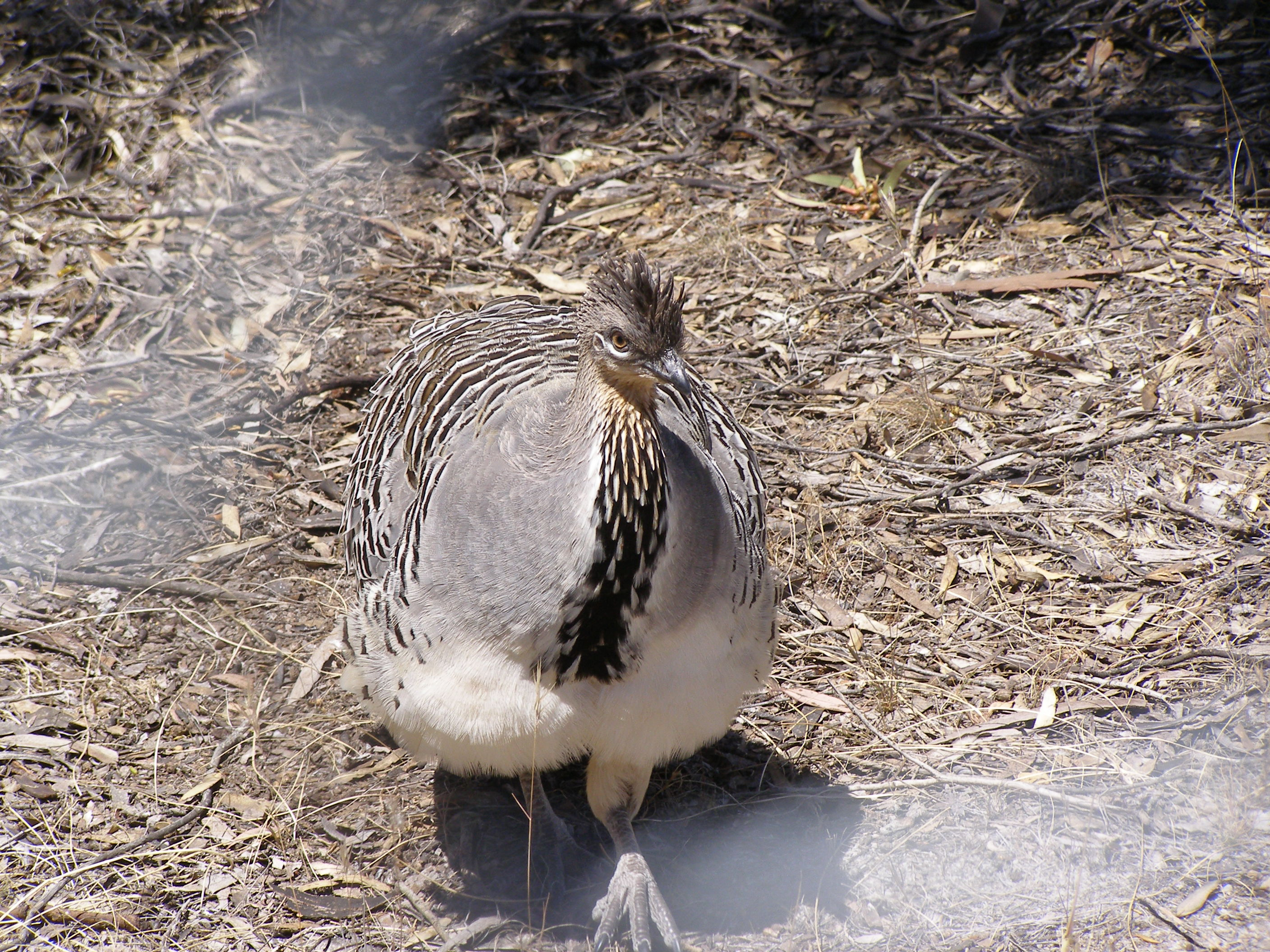
Thermometerhuhn

Bisher wurde außerdem das Vorkommen von über 330 natürlich vorkommenden Pflanzenarten im Nationalpark dokumentiert, von denen 115 besonders schutzbedürftig sind.

## Tourismus
Im Park ist ein Besucherzentrum vorhanden, Campingplätze, Rastplätze und Toiletten stehen ebenfalls zur Verfügung. Verschiedene Wanderwege erschließen Besuchern die unterschiedlichen Landschaftsformen und führen zu interessanten Aussichtspunkten. Von Stenhouse Bay und Cape Spencer aus kann man in den Wintermonaten Südkaper beobachten.